# Puyoô
Puyoô – miejscowość i gmina we Francji, w regionie Nowa Akwitania, w departamencie Pireneje Atlantyckie.
Według danych na rok 1990 gminę zamieszkiwało 1007 osób, a gęstość zaludnienia wynosiła 108 osób/km² (wśród 2290 gmin Akwitanii Puyoô plasowała się na 427. miejscu pod względem liczby ludności, natomiast pod względem powierzchni na miejscu 1111.).